# HMS Ramillies (07)

Артилерійська підтримка кораблями союзників висадки морського десанту на узбережжя Нормандії. Позиція лінкора HMS «Раміліз» в ході висадки десанту на крайньому лівому фланзі навпроти плацдарму «Сорд». Операція «Нептун». 6 червня 1944

«Раміліз» (07) (англ. HMS Ramillies (07) — військовий корабель, лінійний корабель типу «Рівендж» Королівського військово-морського флоту Великої Британії.